# Renault Racoon

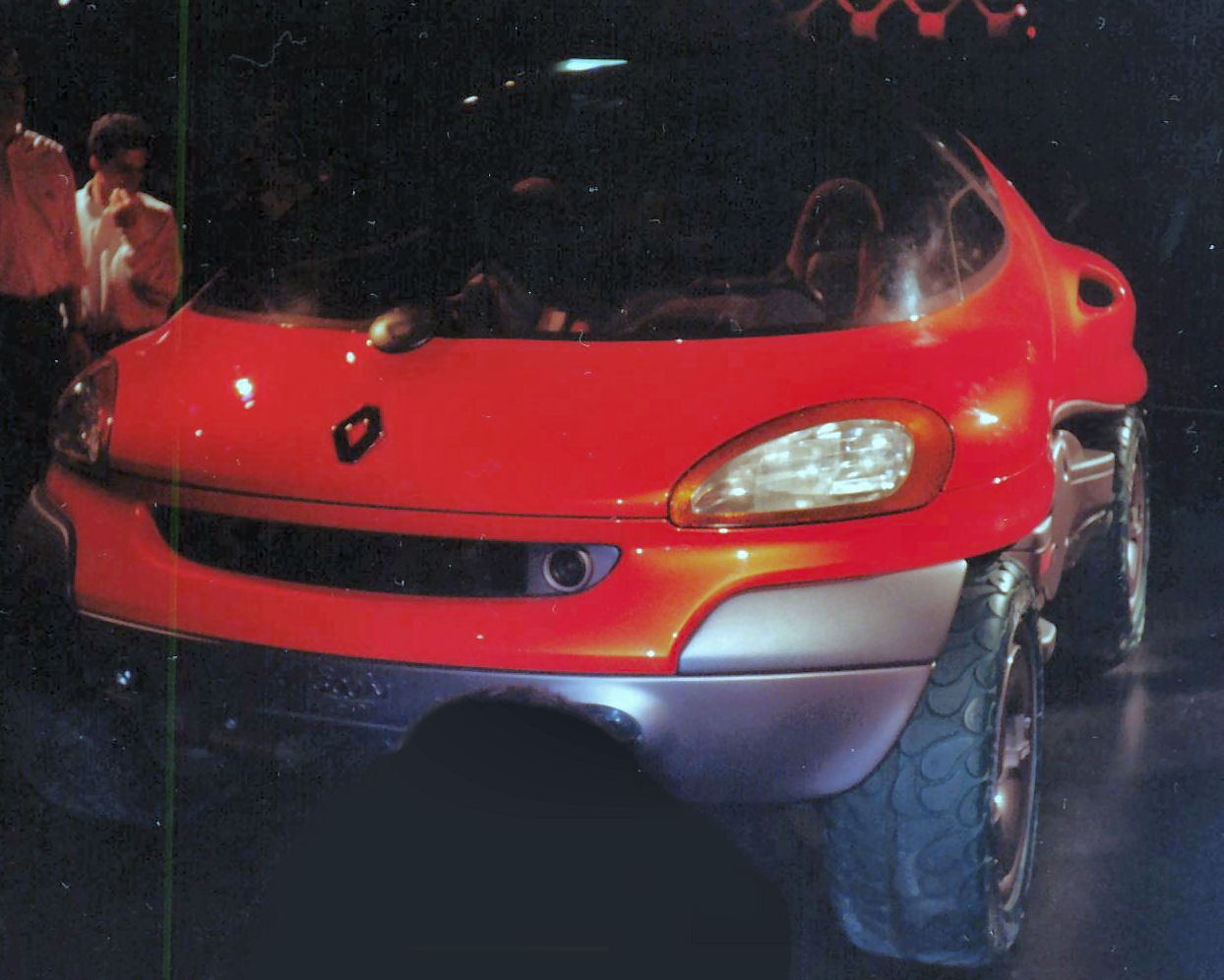
Renault Racoon.

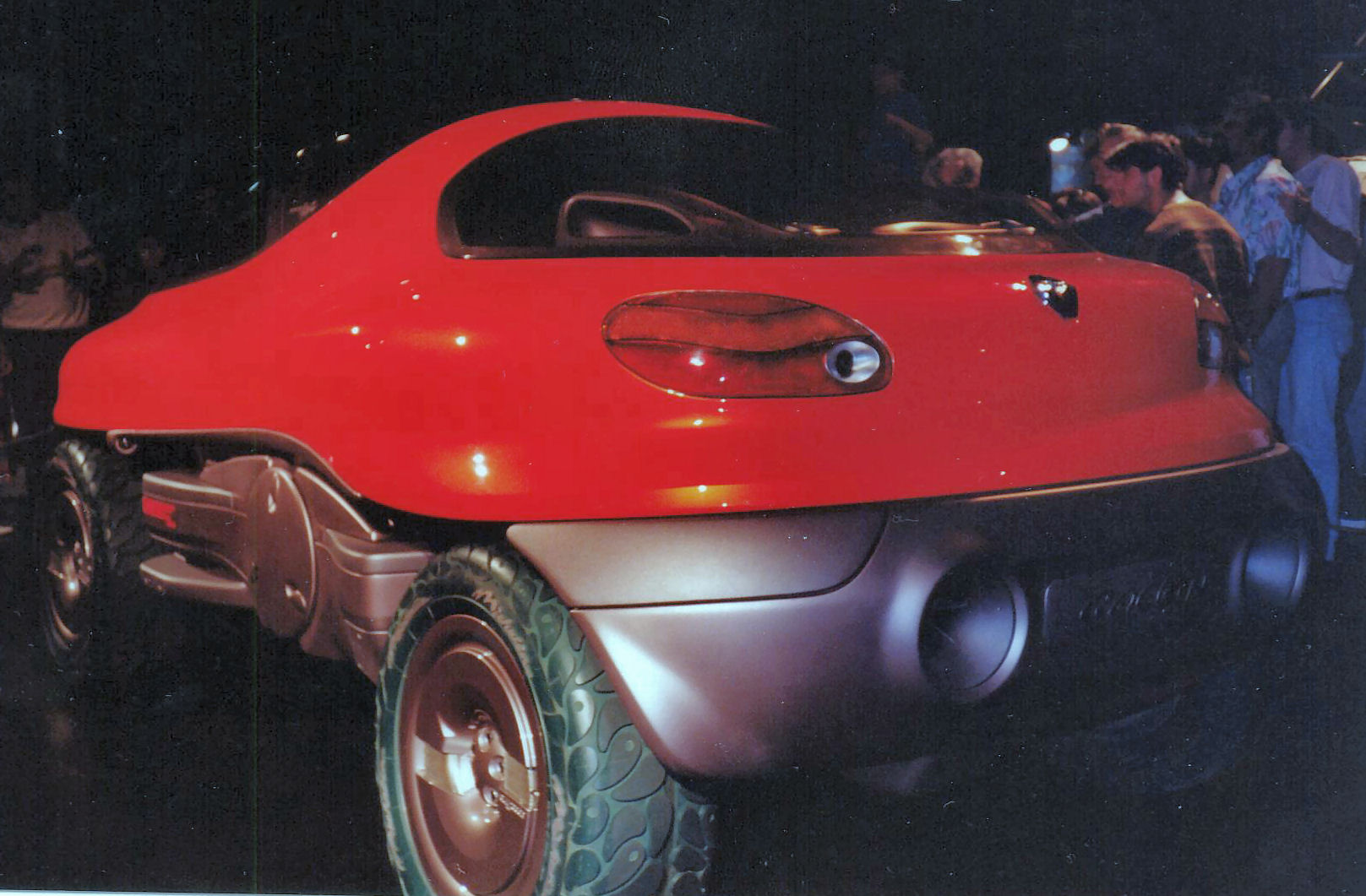
Vista posterior del Renault Racoon.

El Renault Racoon es un prototipo de automóvil creado por el fabricante francés Renault en el año 1992. Cuando se presentó su diseño era único, pero más adelante apareció un prototipo de concepción similar creado por Volkswagen que se llamó Volkswagen Concept T.

## Características
El Racoon utiliza un motor gasolina V6 de 3.0 litros de cilindrada y dos turbocompresores que desarrolla 262 CV. Era básicamente un vehículo para uso todoterreno, por lo que utilizaba una transmisión manual y un sistema de tracción a las cuatro ruedas. También es muy inusual la forma en que el conductor entra al vehículo, ya que debe abrir la parte delantera del automóvil.
El conductor puede modificar el despeje al suelo del Racoon. La construcción de su suspensión implicó desarrollar un sistema de apertura de puertas en forma de carlinga.
En este automóvil también se plantearon muchas características innovadoras en su época, como vidrios difusores de lluvia, entrada por control remoto, ordenador de control, navegación por satélite y cámaras retrovisoras. En el momento de su lanzamiento, la mayor parte de estas tecnologías se encontraban en pleno desarrollo, por lo que eran muy costosas. Es por esta razón, así como por los costes adicionales derivados de la suspensión única y su motorización, por las que este automóvil nunca fue realmente probable que entrase en la producción en serie. 
Este vehículo también era anfibio, pero a pesar de su potencia su velocidad máxima era reducida, alcanzando solo los 5 nudos (9 km/h) en el agua y los 155 km/h en tierra.